# 豊橋郵便局
豊橋郵便局（とよはしゆうびんきょく）は、愛知県豊橋市にある郵便局。民営化前の分類では集配普通郵便局であった。局番号は21010。

## 概要

### 住所
- 〒440-8799：愛知県豊橋市神明町106

### 併設施設
- ゆうちょ銀行豊橋店（名古屋支店豊橋出張所）：取扱店番号210100

### 出張所（局外ATM）
民営化後は、すべてゆうちょ銀行名古屋支店の管轄となった。
豊橋ステーションビル内出張所
通常払込みの取扱は不可。 現金預入・払戻は不可。
- 〒440-0075：愛知県豊橋市花田町西宿無番地（ステーションビル2階 東西連絡路東口 4番階段裏側）

アピタ向山店内出張所
通常払込みの取扱は不可。 現金預入・払戻は不可。
- 〒440-0864：愛知県豊橋市向山町中畑1-1-1（アピタ南出入口より入り右側ATMコーナー）

## 沿革
- 1871年4月20日（明治4年3月1日） - 日本の近代郵便制度の創設とともに、豊橋郵便取扱所として開設[1]。
- 1873年（明治6年）7月1日 - 豊橋郵便役所となる[1]。
- 1875年（明治8年）1月1日 - 豊橋郵便局（三等）となる。翌日より為替取扱を開始[1]。
- 1878年（明治11年）9月25日 - 貯金取扱を開始[1]。
- 1900年（明治33年）3月1日 - 豊橋電信局に編入される形で豊橋郵便電信局となる[1]。
- 1903年（明治36年）4月1日 - 通信官署官制の施行に伴い豊橋郵便局となる[1]。
- 1928年（昭和3年）10月26日 - 豊橋市呉服町に呉服町分室を設置[2]。
- 1947年（昭和22年）12月11日 - 郵便局で取り扱う電話通話事務を除く電話事務を豊橋電話局に移管[3]。
- 1959年（昭和34年）6月1日 - 豊橋市札木町から、同市神明町に局舎を新築、移転するとともに、電話通話および和文電報受付事務の取扱を開始。
- 1990年（平成2年）8月20日 - 同日開局した豊橋南郵便局（〒441）へ地域区分局を移管。
- 1991年（平成3年）10月1日 - 外国通貨の両替および旅行小切手の売買に関する業務取扱を開始。
- 1997年（平成9年）3月9日 - 豊橋ステーションビル内出張所（ATM）を設置。
- 1997年（平成9年）9月26日 - アピタ向山店内出張所（ATM）を設置。
- 2006年（平成18年）2月12日 - ジャスコ（現在のイオン）豊橋店内出張所（ATM）を廃止。
- 2007年（平成19年）10月1日 - 民営化に伴い、併設された郵便事業豊橋支店、ゆうちょ銀行豊橋店に一部業務を移管。
- 2012年（平成24年）10月1日 - 日本郵便株式会社の発足に伴い、郵便事業豊橋支店を豊橋郵便局に統合。
- 2016年（平成28年）2月8日 - ゆうゆう窓口の24時間営業を廃止[4]。

## 取扱内容

### 豊橋郵便局
- 郵便、印紙、ゆうパック、内容証明
- 生命保険、バイク自賠責保険、自動車保険、がん保険、引受条件緩和型医療保険
- 地方公共団体事務（豊橋市電車・バス・タクシー利用回数券、助成券の交付）
- 豊橋市内の一部地域（〒440-00xx、440-08xx）の集配業務
- ゆうゆう窓口

### ゆうちょ銀行豊橋店
- 貯金、貸付、為替、振替、振込、国際送金、外貨両替、トラベラーズチェック、国債、投資信託、変額年金保険、スルガ銀行の個人ローンの申込
- ATM

## 風景印

### 現行印（4代）
- 図柄は路面電車・東田本線、手筒花火。局名表記は「豊橋」
- 使用開始日は2003年（平成15年）4月1日

### 旧印（初代）
- 図柄は大橋、吉田城址、聖眼寺の芭蕉句碑。局名表記は「豊橋」
- 使用開始日は1951年（昭和26年）12月10日
- 使用終了日は1981年（昭和56年）2月6日

### 旧印（2代）
- 図柄は吉田城址、重要無形民俗文化財・鬼まつり、豊橋港。局名表記は「豊橋」
- 使用開始日は1981年（昭和26年）2月7日
- 使用終了日は1990年（平成2年）8月19日

### 旧印（3代）
- 図柄は吉田城址、ゴミゼロ運動の発祥地碑。局名表記は「豊橋」
- 使用開始日は1990年（平成2年）8月20日
- 使用終了日は2003年（平成15年）3月31日

## 周辺
- 豊橋駅前郵便局
- あいち銀行豊橋支店・豊橋南支店
- 豊橋信用金庫中央支店
- 十六銀行豊橋支店
- 名古屋銀行豊橋支店
- 三菱UFJ銀行豊橋支店
- 清水銀行豊橋支店
- 名古屋地方裁判所豊橋支部・豊橋簡易裁判所

## アクセス
- 豊橋鉄道東田本線（市内電車線） 新川停留場から徒歩で約3分。
- 豊鉄バス「新川」停留所下車。
- 東名高速道路 豊川ICから南へ約9.5km。
- 国道259号（田原街道）沿い。
- 駐車場あり：12台